# IRAP RMS Suite
Roxar RMS (tên đầy đủ The Roxar RMS Suite) là một bộ phần mềm dành cho việc lập mô hình địa chất và bể chứa dầu. Nó được thiết kế chủ yếu để sử dụng trong ngành công nghiệp dầu khí, giúp các kỹ sư thu thập dữ liệu từ nhiều nguồn khác nhau để xây dựng một mô hình bể chứa hiệu quả và đáng tin cậy. Các tiến trình công việc của phần mềm này bao gồm các đoạn mã lập trình nội bộ, chúng có thể giả lập một số mô hình nhất định, thay đổi một tham số trong khi vẫn giữ nguyên phần còn lại của mô hình.
Roxar RMS được tạo ra bởi công ty Geomatic AS, phát triển bởi công ty Roxar AS (người mua lại Geomatic AS), chạy trên nền Linux hoặc Microsoft Windows.